# Kutilka asijská
Kutilka asijská či podušťák zakřivený (Sceliphron curvatum) je druh hmyzu z řádu blanokřídlí (Hymenoptera), podřádu štíhlopasí (Apocrita) a čeledi kutilkovití (Sphecidae).

## Výskyt
Původně jde o asijský druh kutilky, který má domovinu v jižní a střední Asii (Afghánistán, Indie, Kazachstán, Nepál, Pákistán, Tádžikistán). Ve druhé polovině 20. století se pravděpodobně při transportu předmětů, na nichž byla přilepena hnízda, rozšířil do Evropy, kde se od té doby jeho území výskytu stále zvětšuje a rozšíření má místy invazivní charakter. Nachází se v těchto zemích: Belgie, Černá Hora, Česko, Chorvatsko, Francie, Itálie, Lucembursko, Německo, Polsko, Rakousko, Řecko, Slovensko, Slovinsko, Srbsko, Švýcarsko. V roce 1995 byl poprvé doložen v Česku a v současnosti (2021) je zde poměrně hojným druhem. Začátkem 21. století byl výskyt této kutilky zaznamenán i v Argentině.

## Popis
Kutilka asijská je nápadný hmyz, jenž dosahuje délky 13 až 25 mm. Tělo je štíhlé, zadeček je od hrudi oddělený zřetelnou dlouhou černou stopkou. Povrch těla má černé zbarvení, které doplňují žluté a načervenalé (rezavé) proužky a ornamenty. První dva páry nohou jsou spíše žluté, zadní pár je tmavší.

## Biologie

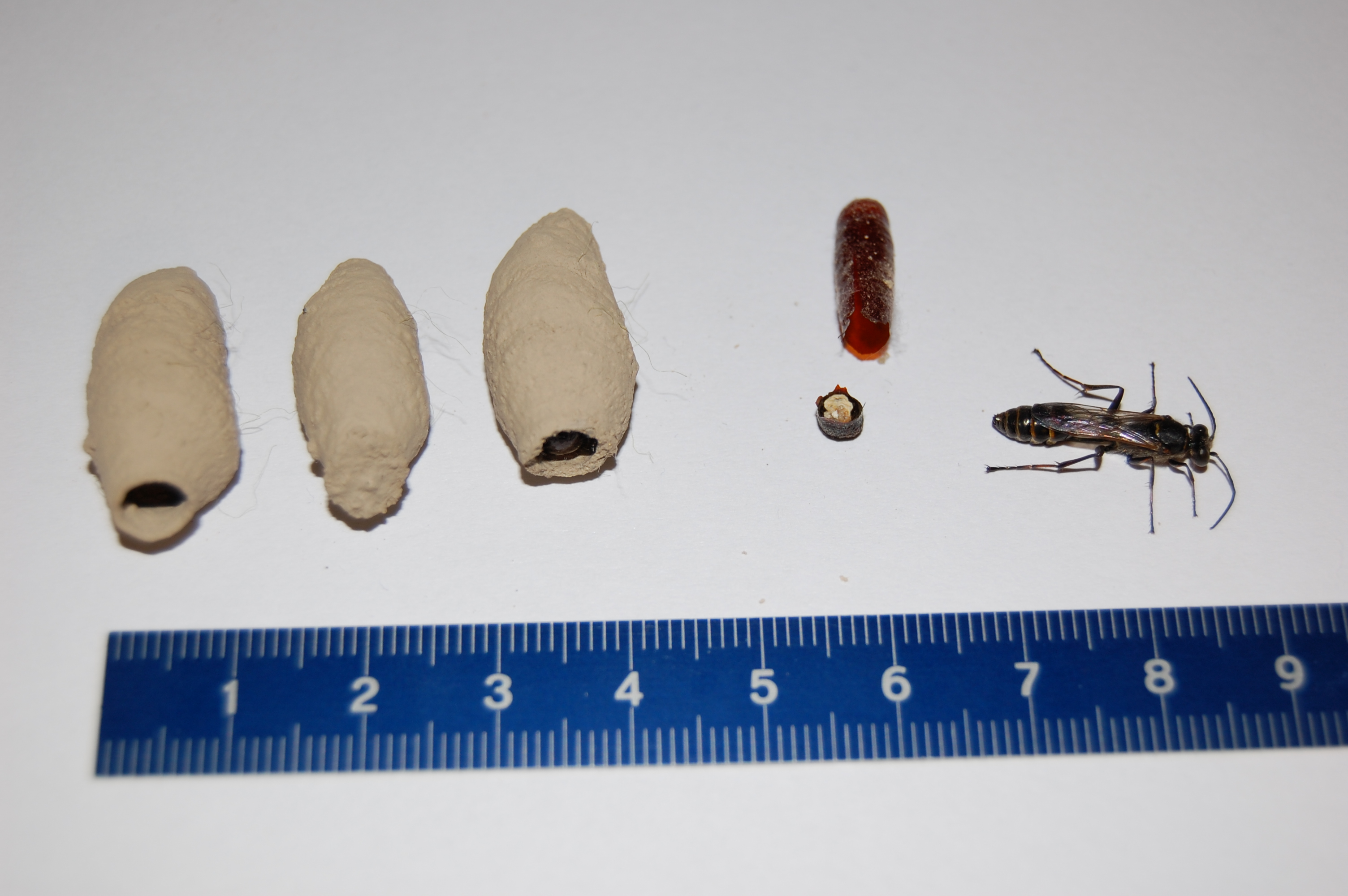
Hnízda a mladá čerstvě vylíhlá kutilka

Tento druh se vyskytuje převážně synantropně. Své hnízdní buňky - hliněné komůrky - si staví na různých stěnách, nábytku, zadních částech obrazů a jiných lidských výtvorech. Komůrek může být asi 5 až 20 vedle sebe. Každá má tvar krátkého, ve střední části rozšířeného doutníku. Je zbudovaná z bahna a uvnitř je dutina určená pro larvu a její kořist. Tu tvoří různí pavouci. Samička pavouky ochromuje žihadlem, nacpe je do dutiny a na jednoho z nich naklade vajíčko. Z něho se následně vylíhne larva a pavouky se živí. Letová perioda dospělců je zhruba od května do srpna.